# Изба Царёвой из деревни Пырищи
Курная изба Е. М. Царёвой из деревни Пырищи Крестецкого района — памятник архитектуры. Расположен в Великом Новгороде, современный адрес дома — Витославлицы, строение 13.
Здание — одно из самых ранних жилых построек, сохранившихся в Новгородской области; по форме окон его датировали первой половиной XIX века, в 2022 году дендрохронологические исследования позволили определить, что брёвна были заготовлены в 1822 году. У дома (общая длина с двором 19,5 м, высота избы и двора 11,3 м) высокий подклет, крытая галерея-прикролёк, сзади к жилью (7,3 × 7,2 м) примыкает двухэтажный хозяйственный двор (ширина 10 м), а сбоку здания расположен «передок» («каретник») — всё это типично для Притрактово-Мстинской зоны. У двора и избы общая двускатная крыша, у избы самцово-слеговая, а у двора стропильно-слеговая. Фасад украшают балкон, причелины и полотенца.
Здание дважды перебирали, первый раз предположительно в 1920-30-е годы из-за перекосов, вторая перестройка произошла в 1944 году, предположительно во время неё изба утратила шесть венцов, двор с передком, прикролек, балкон, встроенные полати, лавки и полки, были переделана печь и крыша, второй раз растёсаны окна и опущен потолок. Из-за этой перестройки, «выполненной инвалидами войны за самогон», изба потеряла значительный объём и была музеефицирована гораздо позже, чем изба Туницкого из той же деревни; в итоге её ценность обусловил её возраст.
В 1978—1986 году изба была перевезена в Витославлицы и отреставрирована по проекту Л. Е. Красноречьева с попыткой восстановить первоначальный вид. Двор был восстановлен по аналогии и на основании натурных данных, крыша восстановлена по оставшимся слегам с подтесками и круглыми отверстиями для нагелей. По отпечатку на боковой стены было найдено расположение уличной дворовой стены с калиткой и воротами, балкон восстановлен по врубкам его пола на слегах и расстоянию между слегами, его декор выполнен по описаниям старожилов и аналогично балкону избы из деревни Белая Гора Новгородского района, по аналогии с сохранившимися сооружениями были выполнены ширина и конструкция прикролька, высоту определили по врубкам от стропилец его крыши на стене избы. Окна восстановлены на основе подтёсок и следов. Полати, лавки и полки восстановлены по сохранившимся частям, перегородка (бывшая печь) восстановлена по отпечаткам на стене.